# Iveco M-Reihe
Die Iveco M-Reihe war eine Baureihe der schweren Mittelklasse-Nutzfahrzeuge des Herstellers Iveco für schwere Verteilaufgaben im Nah- und Regionalverkehr konzipiert. Sie war zwischen MK-Reihe und Iveco T-Reihe platziert und optisch mit der T-Reihe verwandt. M-Reihe und MK-Reihe wurden 1992 durch den Iveco Eurocargo abgelöst.

## Bauarten
- Lastwagen 4×2 (Iveco 115-17, 135-17, 145-17, 165-17, 165-24, 175-17, 175-24, 180-24)
- Sattelzugmaschinen 4×2 (Iveco 135-17, 175-17)
- Kipper 4×2 (Iveco 115-17 H, 135-17 H)

## Motorisierung
Wassergekühlte Motoren mit Abgasturbolader
- Iveco 8060.24, R6, 5.500 cm³ Hubraum: 124 kW (168 PS), bis 1986
- Iveco 8060.25, R6, 5.861 cm³ Hubraum: 130 kW (176 PS), ab 1986
- Iveco 8220.22, R6, 9.572 cm³ Hubraum: 176 kW (240 PS), bis 1986
- Iveco 8460.21, R6, 9.570 cm³ Hubraum: 176 kW (240 PS), ab 1986